# La catena d'Adone
La catena d'Adone è l'unica opera sopravvissuta del compositore italiano Domenico Mazzocchi. Fu commissionata dal cardinale Ippolito Aldobrandini e rappresentata per la prima volta a Palazzo Conti, Roma, il 12 febbraio 1626. Il libretto, in un prologo e cinque atti, è di Ottavio Tronsarelli e si basa su episodi del poema epico Adone di Giambattista Marino (1623).

## Importanza storica
La catena d'Adone fu un passo importante nello sviluppo dell'opera romana. La demarcazione tra recitativo e aria divenne più netta in quest'opera mentre Mazzocchi cercava di sfuggire a quella che chiamava la "monotonia" dell'opera fiorentina.

## Ruoli
Il prologo include Apollo (tenore) e Ciclopi. Alla prima, Adone è stato cantato dal contralto 'artificiale' (cioè controtenore) Lorenzo Sances. Falsirena è stata cantata dal compositore e castrato Loreto Vittori.

## Trama
Nel prologo, Apollo discende dalle nuvole e racconta che Venere ha abbandonato il marito, il dio Vulcano, per il giovane Adone. Nell'opera propriamente detta (tratta dai Canti XII e XIII del poema di Marino), Adone deve fuggire dall'ex amante di Venere, il dio Marte, e si rifugia nella terra della maga Falsirena, che si innamora di lui. Falsirena lo tiene prigioniero nel suo regno per mezzo di una catena magica e invisibile. Chiede a Plutone di scoprire chi è l'amore di Adone, poi finge di essere Venere. Ma arriva la vera dea, che libera Adone e lega Falsirena a una roccia con la sua stessa catena.

## Registrazioni
- La catena d'Adone, Reinoud Van Mechelen (Adone), Luciana Mancini (Falsirena), Merel Elishevah Kriegsman (Venere/Ninfa), Catherine Lybaert (Amore/Ninfa), Scherzi Musicali diretti da Nicolas Achten (2 CD, Alpha, 2010)